# Jesús Omar Alemán Chávez
Jesús Omar Alemán Chávez (ur. 1 lipca 1970 w Ciudad Cuauhtémoc) – meksykański duchowny rzymskokatolicki, biskup Cuauhtémoc-Madera od 2023.

## Życiorys

### Prezbiterat
Święcenia kapłańskie otrzymał 7 października 1997 i został inkardynowany do diecezji Tarahumara. Pracował głównie jako duszpasterz parafialny, był także m.in. wychowawcą w niższym seminarium, wikariuszem generalnym diecezji oraz szefem kurialnej komisji katechetycznej.

### Episkopat
7 grudnia 2022 papież Franciszek mianował go biskupem diecezjalnym Cuauhtémoc-Madera. Sakry udzielił mu 4 marca 2023 nuncjusz apostolski w Meksyku – arcybiskup Joseph Spiteri.